# Loi des cosinus
En mathématiques, la loi des cosinus est un théorème de géométrie couramment utilisé en trigonométrie, qui relie dans un triangle la longueur d'un côté à celles des deux autres et au cosinus de l'angle formé par ces deux côtés. Cette loi s'exprime de façon analogue en géométrie plane, sphérique ou hyperbolique. Cette loi généralise le théorème de Pythagore.
Les Éléments d'Euclide contenaient déjà une approche géométrique de la généralisation du théorème de Pythagore dans deux cas particuliers : ceux d'un triangle obtusangle et d'un triangle acutangle. Le développement, au  Moyen Âge, de la trigonométrie arabo-musulmane permit au théorème d'évoluer dans sa forme et dans sa portée : l'astronome et mathématicien al-Battani généralisa le résultat d'Euclide à la géométrie sphérique au début du Xe siècle, et l'introduction des fonctions trigonométriques  permit à Ghiyath al-Kashi, mathématicien de l'école de Samarcande, de mettre le théorème sous une forme utilisable pour la triangulation au cours du XVe siècle. La propriété a été popularisée en occident par François Viète qui l'a vraisemblablement redécouverte indépendamment.
En ce qui concerne la géométrie plane, cette loi est connue sous les noms de théorème d'Al-Kashi, ou encore théorème de Pythagore généralisé. Le nom francisé du mathématicien persan Ghiyath Al-Kashi (1380-1429) apparut dans les années 1990 dans les manuels scolaires édités en France, les appellations théorème de Pythagore généralisé ou loi des cosinus étant utilisées jusque-là.

## En géométrie plane

### Énoncé

Fig. 1 - Notations usuelles dans un triangle quelconque

Soit un triangle ABC, dans lequel on utilise les notations usuelles exposées sur la figure 1 : d'une part {\displaystyle {\widehat {A}}=\alpha }, {\displaystyle {\widehat {B}}=\beta }  et {\displaystyle {\widehat {C}}=\gamma } pour les angles et, d'autre part, a, b et c pour les longueurs des côtés respectivement opposés à ces angles. Alors la loi des cosinus, ou relation d'Al-Kashi, s'écrit, concernant l'angle en C :
{\displaystyle c^{2}=a^{2}+b^{2}-2ab\ \cos \ \gamma .}
On obtient les relations concernant A et B par permutations.

### Histoire

Fig. 2 - Triangle ABC avec hauteur BH.

Les Éléments d'Euclide, du IIIe siècle av. J.-C., contiennent déjà une approche géométrique de la généralisation du théorème de Pythagore : les propositions 12 et 13 du livre II, traitent séparément le cas d'un triangle obtusangle et celui d'un triangle acutangle. L'absence de fonction trigonométrique et d'algèbre oblige à formuler le théorème en termes de différences d'aires. Aussi la proposition 12 énonce-t-elle :

« Dans les triangles obtusangles, le carré du côté qui sous-tend l'angle obtus est plus grand que les carrés des côtés qui comprennent l'angle obtus, de deux fois le rectangle compris sous celui des côtés de l'angle obtus sur le prolongement duquel tombe la perpendiculaire, et sous la droite prise extérieurement de la perpendiculaire à l'angle obtus. »

— Euclide, Les Éléments
En notant ABC le triangle d'angle obtus C et H le pied de la hauteur issue de B, les notations modernes permettent de résumer l'énoncé ainsi : 
Il faut attendre la trigonométrie arabo-musulmane au Moyen Âge pour voir le théorème évoluer dans sa forme et dans sa portée. Durant la même période sont établies les premières tables trigonométriques, pour les fonctions sinus et cosinus. En 1428, on trouve un énoncé du théorème, utilisant les cosinus, dans l'œuvre d'al-Kashi, Les clés de l'arithmétique.
C'est au début du XIXe siècle que les notations algébriques modernes permettent d'écrire le théorème sous sa forme actuelle et qu'il prend dans de nombreuses langues le nom de loi (ou théorème) des cosinus.

### Le théorème et ses applications

Fig. 3 - Utilisation de la loi des cosinus: angle ou côté inconnu.

La loi des cosinus généralise le théorème de Pythagore, puisqu'elle permet d'énoncer que l'angle γ est droit (autrement dit cos γ = 0) si et seulement si c2 = a2 + b2.
Plus généralement, le théorème s'utilise en triangulation pour résoudre un triangle, à savoir déterminer
- le troisième côté d'un triangle dont on connaît un angle et les côtés adjacents :

{\displaystyle c={\sqrt {a^{2}+b^{2}-2ab\cos \gamma }}} ;
- les angles d'un triangle dont on connaît les trois côtés :

{\displaystyle \gamma =\arccos {\dfrac {a^{2}+b^{2}-c^{2}}{2ab}}.}
Ces formules sont instables numériquement dans le cas de triangles en épingle, c'est-à-dire lorsque c est petit devant a et b — ou, de façon équivalente, lorsque γ est petit devant 1.
Il existe un corollaire de la loi des cosinus : pour deux triangles directement semblables ABC et A'B'C'
{\displaystyle cc'=aa'+bb'-(ab'+a'b)\cos \gamma .\,}
On peut aussi trouver la formule de Héron :
Partant de {\displaystyle \cos {\widehat {A}}={\dfrac {b^{2}+c^{2}-a^{2}}{2bc}}} et des formules trigonométriques  {\displaystyle \cos ^{2}x={\dfrac {1+\cos 2x}{2}},\ \sin ^{2}\ x={\dfrac {1-\cos 2x}{2}},\ \sin 2x=2\sin x\cos x},
on obtient les formules suivantes où p désigne le demi-périmètre :
{\displaystyle \cos ^{2}{\frac {\widehat {A}}{2}}={\dfrac {p(p-a)}{bc}},\ \sin ^{2}{\frac {\widehat {A}}{2}}={\dfrac {(p-b)(p-c)}{bc}},\ \sin ^{2}{\widehat {A}}={\dfrac {4p(p-a)(p-b)(p-c)}{b^{2}c^{2}}}.}
On en déduit l'aire {\displaystyle S} du triangle : {\displaystyle S={\dfrac {bc\sin {\widehat {A}}}{2}}={\sqrt {p(p-a)(p-b)(p-c)}}.}

### Démonstrations
Tout comme le théorème de Pythagore, la loi des cosinus possède de nombreuses démonstrations, certaines utilisant des propriétés sur les aires comme celles d'Euclide ou la loi des cosinus, d'autres utilisant des propriétés trigonométriques ou liées au cercle. Enfin, la loi des cosinus peut être vue comme une application des propriétés sur le produit scalaire.

#### Démonstration d'Euclide

Fig. 4a - Démonstration de la loi des cosinus pour un angle obtus : « selon Euclide ».

La démonstration d'Euclide par la proposition 12 (angle obtus) et 13 (angle aigu) s'appuie sur le théorème de Pythagore et fait intervenir le point H pied de la hauteur issue de B. Pour Euclide cette propriété est une propriété sur des aires. Pour l'angle obtus (proposition 12), Euclide construit le carré extérieur au triangle AHB de côté [AH] et remarque que 
{\displaystyle AH^{2}=CH^{2}+CA^{2}+2\times CH\times AC}
Il lui suffit alors d'ajouter l'aire du carré de côté HB
{\displaystyle AH^{2}+HB^{2}=HB^{2}+CH^{2}+CA^{2}+2\times CH\times AC}
et d'utiliser le théorème de Pythagore deux fois
dans le triangle rectangle AHB
{\displaystyle AB^{2}=AH^{2}+HB^{2}}
dans le triangle rectangle CHB
{\displaystyle CB^{2}=HB^{2}+CH^{2}}
Après simplification, on obtient
{\displaystyle AB^{2}=CA^{2}+CB^{2}+2\times CH\times AC}

Fig. 4b - Démonstration de la loi des cosinus pour un triangle acutangle.

Une démonstration analogue est réalisable pour l'angle aigu :
{\displaystyle AC^{2}=AH^{2}+2\times AC\times CH-CH^{2}}
{\displaystyle AC^{2}+HB^{2}=AB^{2}+2\times AC\times CH-CH^{2}}
{\displaystyle AB^{2}=AC^{2}+CB^{2}-2\times AC\times CH}

#### Démonstration d'Al-Kashi

Fig. 5a - Démonstration de la loi des cosinus pour un triangle acutangle.

Dans son livre Clé de l'arithmétique en 1429, Al-Kashi généralise le théorème de Pythagore et introduit dans l'égalité la trigonométrie.
Pour lui aussi, cette propriété est liée aux aires. Ainsi dans un triangle acutangle ABC, il mène par A, B et C les 3 hauteurs du triangle, qui découpent dans les carrés s'appuyant sur CB, CA et AB des rectangles.
Dans la figure ci-contre, on prouve l'égalité des aires des rectangles verts en prouvant l'égalité des aires des triangles
- JAE et JAB par glissement d'un sommet parallèlement à une base ;
- JAB et CAM par rotation d'angle droit ;
- CAM et FAM par glissement d'un sommet parallèlement à une base[9].

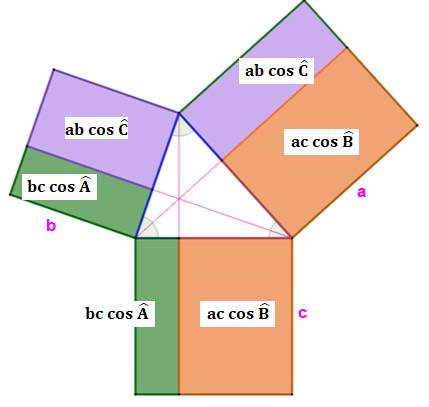
Fig. 5b - Démonstration par les aires

On fait de même pour les rectangles rouges.
Quant aux rectangles bleus, dont les côtés ont pour longueur CL (= CA) et CE (= CB cos Ĉ), pour l'un, et CI (= CB) et CD (= CA cos Ĉ) pour l'autre, ils ont même aire égale à CA × CB × cos Ĉ.
Il faut préciser qu'on pourrait aussi démontrer l'égalité des rectangles rouges et verts de cette manière en calculant leurs surfaces par les projections orthogonales.
On en déduit par somme 
{\displaystyle CA^{2}+CB^{2}=AB^{2}+2CA\times CB\times \ cos{\widehat {C}}}

Fig. 5c - Démonstration de la loi des cosinus pour un triangle obtusangle.

Une démonstration analogue est envisageable pour un triangle obtusangle en opérant par soustraction d'aires. Dans ce cas les points D et E, bases des hauteurs issues de A et B, sont extérieurs au triangle ABC. Par le même procédé de glissement de triangles et de rotation de 90° on voit que le grand carré ABMO a la même aire AB2 que la somme des rectangles AEJK et BDGH d'aire AE×AC+BD×BC. Or l'aire du carré de côté AC vaut : AC2=AE×AC-CE×AC et l'aire du carré de côté BC vaut : BC2=BD×BC-CD×BC. Et comme CD=AC×cos(π-Ĉ)=-AC×cosĈ et CE=BC×cos(π-Ĉ)=-BC×cosĈ, alors la somme s'écrit : AC2+BC2=AB2+2AC×BC×cosĈ. Sachant que cosĈ est négatif on vérifie bien une soustraction d'aire.

#### Par un découpage d'aires

Fig. 6a - Démonstration de la loi des cosinus pour les triangles à angles aigus : « méthode du découpage ».

Fig. 6b - Démonstration de la loi des cosinus dans le cas d'un angle obtus : « méthode du découpage ».

Un certain nombre des démonstrations du théorème font intervenir un calcul d'aires. Il convient en effet de remarquer que 
- a2, b2 et c2 sont les aires de carrés de côtés respectifs a, b et c ;
- ab |cos γ| est celle d'un parallélogramme de côtés a et b formant un angle π/2 – γ, le changement de signe de cos γ lorsque l'angle γ devient obtus rendant une étude par cas obligatoire.

La figure 6a (ci-contre) découpe un heptagone de deux manières différentes de sorte à démontrer le théorème d'Al-Kashi dans le cas d'un angle aigu. Interviennent :
- en rose, les aires a2, b2 à gauche, et les aires ab cos γ et c2 à droite ;
- en bleu, le triangle ABC, à droite comme à gauche ;
- en gris, quelques triangles supplémentaires, identiques au triangle ABC et en même nombre dans les deux découpages.

L'égalité des aires de droite et de gauche donne
{\displaystyle \,a^{2}+b^{2}=c^{2}+2ab\cos \gamma }.
La figure 6b (ci-contre) découpe un hexagone de deux manières différentes de façon à démontrer le théorème d'Al-Kashi dans le cas d'un angle obtus. La figure montre
- en rose, les aires a2, b2 et –2ab cos γ à gauche, et l'aire c2 à droite ;
- en bleu, deux fois le triangle ABC, à droite comme à gauche.

L'égalité des aires à droite et à gauche donne
{\displaystyle \,a^{2}+b^{2}-2ab\cos \gamma =c^{2}}.
Une démonstration rigoureuse nécessiterait de prouver que les deux découpages sont effectivement identiques, ce qui utilise principalement les cas d'égalité des triangles.

#### Par le théorème de Pythagore

Fig. 7 - Démonstration de la loi des cosinus en utilisant les relations trigonométriques.

La figure 7 (ci-contre) indique la manière de procéder pour démontrer la loi des cosinus dans le cas d'un triangle à angles aigus en utilisant le théorème de Pythagore sur un sous-triangle rectangle formé en prenant le pied de la hauteur. Seule la dernière étape n'est pas indiquée sur la figure : le théorème de Pythagore s'applique au triangle rectangle dont l'hypoténuse est le côté c :
{\displaystyle c^{2}=(b-a\cos \gamma )^{2}+(a\sin \gamma )^{2}=b^{2}-2ab\cos \gamma +a^{2}\cos ^{2}\gamma +a^{2}\sin ^{2}\gamma .}
En utilisant l'identité remarquable
{\displaystyle \cos ^{2}\gamma +\sin ^{2}\gamma =1,}
on obtient le résultat escompté, après simplification :
{\displaystyle c^{2}=b^{2}+a^{2}-2ab\cos \gamma .}
La méthode est en tous points similaire pour les angles obtus, et conduit à un résultat identique.

#### Par les triangles semblables

Fig. 8 - Démonstration par les triangles semblables.

On peut à l'intérieur d'un triangle quelconque ABC dessiner deux triangles semblables AEC et BCD ainsi que la hauteur issue de C. Dans le cas d'un triangle obtusangle comme dans la figure 8, on a par la loi d'égalité des rapports de côtés : CD=CE=ab/c. EDC est donc un triangle isocèle de sommet C et ED=(2ab/c)×cos (π-γ)=-(2ab/c)×cos γ. Le rectangle gris EDMN à l'intérieur du grand carré ABLO a donc une aire de -2ab cos γ. On vérifie bien que cette valeur est positive puisque cos γ est négatif, γ étant l'angle obtus. Le rectangle à gauche AEMO a la même aire que le carré de côté b ACHI et le rectangle à droite DBLN a la même aire que le carré de côté a BCFG. En effet toujours par les rapports de côtés on a : AE=b2/c et BD=a2/c. Donc l'aire du carré ABLO est bien égale à la somme des deux carrés ACHI et BCFG plus le rectangle gris : c2=a2+b2-2ab cos γ. Dans le cas d'un triangle acutangle la seule différence est que les deux triangles semblables se chevauchent donc il faut soustraire l'aire du rectangle gris égale à 2ab cos γ. On vérifie bien que cette valeur est positive puisque γ est un angle aigu.

#### En utilisant la puissance d'un point par rapport à un cercle

Fig. 9 - Démonstration de la loi des cosinus en utilisant la puissance d'un point par rapport à un cercle.

On considère le cercle de centre B et de rayon [BC] (cf. figure ci-contre). Il coupe la droite (AC) en C et K. La puissance du point A par rapport au dit cercle est : 
{\displaystyle \mathrm {AB} ^{2}-\mathrm {BC} ^{2}={\overline {\mathrm {AC} }}\cdot {\overline {\mathrm {AK} }}={\overline {\mathrm {AC} }}\cdot ({\overline {\mathrm {AC} }}+{\overline {\mathrm {CK} }})}
d'où
{\displaystyle c^{2}-a^{2}=b\,(b-2a\ \cos \ \gamma )}.
Contrairement aux précédentes, pour cette démonstration, il n'est pas nécessaire de recourir à une étude par cas. En effet, les mesures algébriques permettent de traiter pareillement un angle aigu (CK < 0) et un angle obtus (CK > 0).
On trouve trace de l'utilisation de la puissance d'un point par rapport à un cercle pour déterminer tous les angles d'un triangle dont les longueurs sont connues, dans l'œuvre de Nicolas Copernic, Des révolutions des sphères célestes. Il présente ainsi deux algorithmes, l'un utilisant le théorème de Pythagore généralisé présent dans l'œuvre d'Euclide, l'autre utilisant la puissance d'un point par rapport à un cercle.
Ainsi dans une figure analogue à celle ci-contre, il fait remarquer que, a et c étant connus, la puissance du point A par rapport au cercle tracé est connue
en langage mathématique actuel, elle vaut c2 – a2
Il en déduit que, puisque b est connu, AK est connu.
En effet {\displaystyle AK\times b=c^{2}-a^{2}} donc {\displaystyle AK={\frac {c^{2}-a^{2}}{b}}.}
Puisque AK est connu, alors CK est connu.
En effet, dans la figure ci-contre, {\displaystyle CK=AK-b={\frac {c^{2}-a^{2}-b^{2}}{b}}.}
Enfin, il fait remarquer que CK étant connu, l'angle KCB est connu.
En effet, {\displaystyle \cos {\widehat {KCB}}={\frac {CK}{2a}}={\frac {c^{2}-a^{2}-b^{2}}{2ab}}.}
Et puisque l'angle KCB est connu, il en est de  même de l'angle ACB.
Ainsi, on retrouve la règle du cosinus : {\displaystyle \cos(\gamma )={\frac {a^{2}+b^{2}-c^{2}}{2ab}}}
Ne manipulant pas les mesures algébriques, Nicolas Copernic présente deux cas de figure pour l'angle obtus et l'angle aigu, travaille sur un cercle dont le rayon correspond au plus petit côté, et ne présente pas de formule, mais un algorithme de calcul. Une utilisation analogue de la puissance d'un point par rapport à un cercle pour retrouver la règle du cosinus est faite par Pitiscus.

#### À l'aide du produit scalaire
En utilisant le calcul vectoriel, plus précisément le produit scalaire, il est possible de retrouver  la loi des cosinus en quelques lignes :
{\displaystyle {\begin{aligned}c^{2}&=\lVert {\overrightarrow {AB}}\lVert ^{2}\\&=\lVert {\overrightarrow {CB}}-{\overrightarrow {CA}}\lVert ^{2}\\&=\lVert {\overrightarrow {CB}}\lVert ^{2}-2\cdot {\overrightarrow {CB}}\cdot {\overrightarrow {CA}}+\lVert {\overrightarrow {CA}}\lVert ^{2}\\&=CB^{2}-2\cdot \left|CB\right|\cdot \left|CA\right|\cos {\widehat {ACB}}+\mathrm {CA} ^{2}\\&=a^{2}+b^{2}-2ab\cos \gamma \,.\end{aligned}}}

## En géométrie non euclidienne
Pour une surface non euclidienne quelconque de courbure K, on définit le rayon de courbure[réf. nécessaire] ρ par :
{\displaystyle \rho =1/{\sqrt {|K|}},}
puis les dimensions réduites[réf. nécessaire] a, b et c du triangle par :
{\displaystyle a=BC/\rho ,\quad b=AC/\rho ,\quad c=AB/\rho .}

### En géométrie sphérique

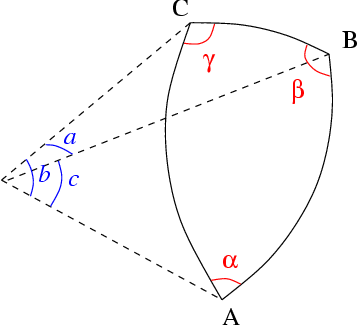
Fig. 10 - Triangle sphérique : dimensions réduites a, b et c ; angles α, β et γ.

Le développement de la trigonométrie sphérique dans le monde arabo-musulman et le travail d'al-Battani sur celle-ci, conduisent Delambre dans son Histoire de l'astronomie du Moyen Âge à attribuer à al-Battani, la première version de la loi des cosinus en trigonométrie sphérique. Cependant, pour Anton von Braunmühl (en), le travail d'al-Battani ne met pas en évidence de formule générale, et il faut attendre Regiomontanus, qui s'appuyant sur les travaux d'al-Battani, énonce et démontre la loi à l'aide des sinus verses,.
Dans un triangle sphérique ABC (Fig. 9), les dimensions réduites a, b et c correspondent à la mesure angulaire des segments de grand arc [BC], [AC] et [AB] et la loi des cosinus s'écrit :
{\displaystyle \cos c=\cos a\,\cos b+\sin a\,\sin b\,\cos \gamma .}
Il existe une identité similaire qui relie les trois angles :
{\displaystyle \cos \gamma =-\cos \alpha \,\cos \beta +\sin \alpha \,\sin \beta \,\cos c}
Lorsque le rayon de courbure tend vers l'infini, c’est-à-dire lorsque a, b et c tendent vers 0, la loi des cosinus sphérique se simplifie pour donner la version euclidienne de la même loi. Pour le montrer, on utilise les développements limités suivants :
{\displaystyle \,\sin a=a+o(a^{2}),}
{\displaystyle \,\cos a=1-a^{2}/2+o(a^{2}).}
et on identifie les coefficients du second ordre dans la relation sin a sin b cos γ = cos c – cos a cos b, ce qui donne :
{\displaystyle ab\cos \gamma =-{\frac {c^{2}}{2}}+{\frac {a^{2}}{2}}+{\frac {b^{2}}{2}}}

### En géométrie hyperbolique
Pour un triangle hyperbolique ABC sur une pseudosphère, la loi des cosinus s'écrit
{\displaystyle \cosh c=\cosh a\,\cosh b-\sinh a\,\sinh b\,\cos \gamma }.
Lorsque le rayon de courbure devient très grand devant les dimensions du triangle, on retrouve la loi des cosinus euclidienne à partir des développements limités
{\displaystyle \,\sinh a=a+O(a^{3})},
{\displaystyle \,\cosh a=1+a^{2}/2+O(a^{3}).}
en identifiant les termes du second ordre.

## Formule générale pour une surface de courbure constante
On peut regrouper les formules du plan, de la sphère et de la pseudosphère en une seule :
{\displaystyle \cos _{R}(BC)=\cos _{R}(AB)\cdot \cos _{R}(AC)+{\frac {1}{R^{2}}}\sin _{R}(AB)\cdot \sin _{R}(AC)\cdot \cos({\widehat {BAC}})}
Avec {\displaystyle \cos _{R}(x)={\frac {{\rm {e}}^{{\rm {i}}x/R}+{\rm {e}}^{-{\rm {i}}x/R}}{2}}=\cos(x/R)} et {\displaystyle \sin _{R}(x)={\frac {{\rm {e}}^{{\rm {i}}x/R}-{\rm {e}}^{-{\rm {i}}x/R}}{2{\rm {i}}/R}}=R\cdot \sin(x/R)}
R est un complexe, plus précisément le rayon de courbure de la surface.
Trois cas sont possibles :
R réel : on est sur une sphère de rayon R, la courbure y est constante et égale à 1/R2 ;
R imaginaire pur : on est sur une pseudosphère de rayon imaginaire R = iR' (R' réel), la courbure y est constante et égale à 1/R2 = –1/R'2 ;
R infini : on est sur un plan euclidien, la courbure y est constante et égale à {\displaystyle \lim _{R\rightarrow \infty }{\frac {1}{R^{2}}}=0}.
Validation en géométrie non-euclidienne
Dans les deux premiers cas, cosR et sinR sont bien définies sur le plan complexe pour tout R différent de 0, et le résultat est immédiat.
Ainsi, pour une sphère de rayon 1 :
{\displaystyle \cos(BC)=\cos(AB)\cdot \cos(AC)+\sin(AB)\cdot \sin(AC)\cdot \cos({\widehat {BAC}})}.
De même, pour une pseudosphère de rayon i :
{\displaystyle \cosh(BC)=\cosh(AB)\cdot \cosh(AC)-\sinh(AB)\cdot \sinh(AC)\cdot \cos({\widehat {BAC}})}.
En effet, cosh(x) = cos(x/i) et sinh(x) = i sin(x/i).
Validation en géométrie euclidienne
Pour le troisième cas, celui du plan euclidien, on peut généraliser cos∞ et sin∞ en passant à la limite :
{\displaystyle \cos _{\infty }(x)=\lim _{R\rightarrow \infty }\cos _{R}(x)=\lim _{R\rightarrow \infty }\cos(x/R)=1}
et
{\displaystyle \sin _{\infty }(x)=\lim _{R\rightarrow \infty }\sin _{R}(x)=\lim _{R\rightarrow \infty }R\cdot \sin(x/R)=x}.
Il est moins aisé de retrouver la formule d'Al-Kashi. En effet, une transposition simple revient à écrire :
{\displaystyle \cos _{\infty }(BC)=1},
{\displaystyle \cos _{R}(AB)\cdot \cos _{R}(AC)=1\times 1=1},
{\displaystyle \sin _{\infty }(AB)\cdot \sin _{\infty }(AC)\cdot \cos({\widehat {BAC}})=AB\cdot AC\cdot \cos({\widehat {BAC}})},
et
{\displaystyle \lim _{R\rightarrow \infty }{\frac {1}{R^{2}}}AB\cdot AC\cdot \cos({\widehat {BAC}})=0}.
Pour retrouver la formule d'Al-Kashi, il faut passer par un développement limité :
{\displaystyle \cos _{R}(x)=\cos(x/R)=1-{\frac {1}{2}}\cdot {\frac {x^{2}}{R^{2}}}+o{\bigg (}{\frac {1}{R^{2}}}{\bigg )}}
et
{\displaystyle \sin _{R}(x)=R\cdot \sin(x/R)=x+o{\bigg (}{\frac {1}{R^{2}}}{\bigg )}}.
Par application de la formule pour R fini, nous obtenons donc :
{\displaystyle 1-{\frac {1}{2}}\cdot {\frac {BC^{2}}{R^{2}}}+o\left({\frac {1}{R^{2}}}\right)}
{\displaystyle =\left(1-{\frac {1}{2}}\cdot {\frac {AB^{2}}{R^{2}}}+o\left({\frac {1}{R^{2}}}\right)\right)\cdot \left(1-{\frac {1}{2}}\cdot {\frac {AC^{2}}{R^{2}}}+o\left({\frac {1}{R^{2}}}\right)\right)+{\frac {1}{R^{2}}}\left(AB+o\left({\frac {1}{R^{2}}}\right)\right)\cdot \left(AC+o\left({\frac {1}{R^{2}}}\right)\right)\cdot \cos({\widehat {BAC}})}
Ce qui donne par la suite :
{\displaystyle 1-{\frac {1}{2}}\cdot {\frac {BC^{2}}{R^{2}}}=1-{\frac {1}{2}}\cdot {\frac {AB^{2}}{R^{2}}}-{\frac {1}{2}}\cdot {\frac {AC^{2}}{R^{2}}}+{\frac {1}{R^{2}}}\cdot AB\cdot AC\cdot \cos({\widehat {BAC}})+o{\bigg (}{\frac {1}{R^{2}}}{\bigg )}}
Puis, en simplifiant un peu et en multipliant par –2R2 de chaque côté :
{\displaystyle BC^{2}=AB^{2}+AC^{2}-2\cdot AB\cdot AC\cdot \cos({\widehat {BAC}})+o(1)}
Ce qui donne bien la formule attendue lorsque R tend vers l'infini.

## Généralisation à l'espace euclidien

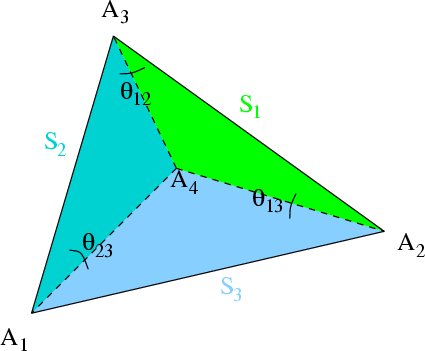
Fig. 11 - Tétraèdre : faces et angles diédraux.

On considère un tétraèdre A1A2A3A4 de l'espace euclidien. La figure 10 ci-contre présente les notations concernant les sommets, faces et angles dans le tétraèdre :   
- {\displaystyle \mathrm {S} _{k}} la face opposée au sommet {\displaystyle \mathrm {A} _{k}\ };
- {\displaystyle s_{k}} la surface de {\displaystyle \mathrm {S} _{k}\ };
- {\displaystyle \Delta _{k}} le plan dans lequel {\displaystyle \mathrm {S} _{k}\ } est plongée ;
- {\displaystyle \theta _{ij}} l'angle diédral {\displaystyle (\Delta _{i},\Delta _{j})}.

Alors, surfaces et angles vérifient, :
{\displaystyle s_{4}^{2}=s_{1}^{2}+s_{2}^{2}+s_{3}^{2}-2s_{1}s_{2}\cos \theta _{12}-2s_{1}s_{3}\cos \theta _{13}-2s_{2}s_{3}\cos \theta _{23}.\,}